# Német kopó
A német kopó (Deutsche Bracke) egy kutyafajta, amit Vesztfáliában tenyésztettek ki, Németországból származik. A fajtát magyarul is inkább Deutsche Bracke-nek nevezik (eredeti nevén), mivel inkább Németországban elterjedt.
A német kopó kistermetű kutya, marmagassága kb. 43–50 cm, lekonyult nagy füle, és vékony hosszú farka van. A fajta jellegzetessége a hosszú, kissé vékony fej, és a téglalap alakú test, amit “elegánsnak” tartanak. A fajta testsúlya 20–25 kg. A szuka példányok általában 4-5 kölyköt szülnek egy alomba.
A német Bracke szó jelentése kopó, amelyet a mai német szótárak a germán *brakk, középfelnémet bræhen (szagol) szavakból vezetnek le.
Ehhez a fajhoz nem igazoltak betegségekre vagy rendkívüli egészségre vonatkozó állításokat. Az eredeti német fajta védő klub szerint, a német kopó bár vadászkutya, de csak kennelbe zárva agresszív, családban kedves, és szeretetteljes. Nagyon kitartó nyomkövető kutya, remek érzékkel.